# Kanton Croix
Kanton Croix (francouzsky Canton de Croix) je francouzský kanton v departementu Nord v regionu Hauts-de-France. Tvoří ho pět obcí. Zřízen byl v roce 2015.

## Obce kantonu
- Croix
- Hem
- Lannoy
- Lys-lez-Lannoy
- Wasquehal